# Il sesto giorno - La vendetta
Il sesto giorno - La vendetta è un film del 1994 diretto da Danilo Massi con lo pseudonimo Daniel Stone. Il film, scritto dallo stesso Massi, è conosciuto anche con il titolo internazionale Ready to kill.

## Trama
Robert, un killer professionista, sbarca con un gruppo di mercenari in Venezuela: sono stati traditi dal loro capo, che ha deciso di eliminarli tutti. Ma Robert è intenzionato a vendere cara la pelle.